# José María Quevedo
José María Quevedo García (Cadice, 1º giugno 1969) è un allenatore di calcio ed ex calciatore spagnolo, di ruolo centrocampista.